# تعمية بالمنحنيات الإهليلجية

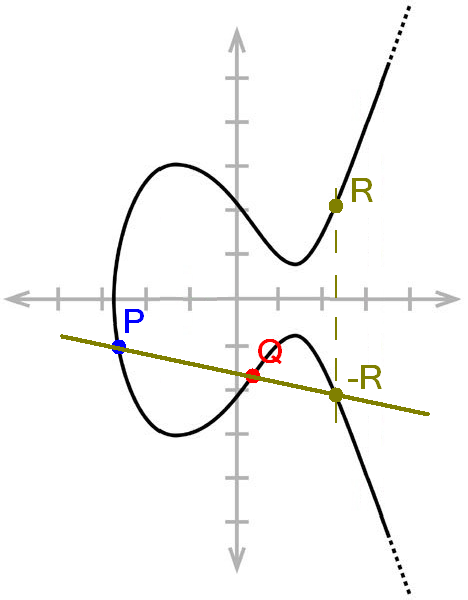

التعمية بالمنحنيات الإهليلجية هي مقاربة للتعمية بالمفتاح العام تعتمد على البنية الجبرية للمنحنيات الإهليلجية عبر الحقول المنتهية.